# Oberbalm
Oberbalm est une commune suisse du canton de Berne, située dans l'arrondissement administratif de Berne-Mittelland.

## Monuments et curiosités
- Église réformée Saint-Sulpice, dont la construction remonte à 1133. Fresques du gothique tardif à l'intérieur, datées de 1470-80. Jugement dernier sur la paroi occidentale, Passion et vies de saints sur les parois latérales[3].